# Bartłomiej Pitiscus

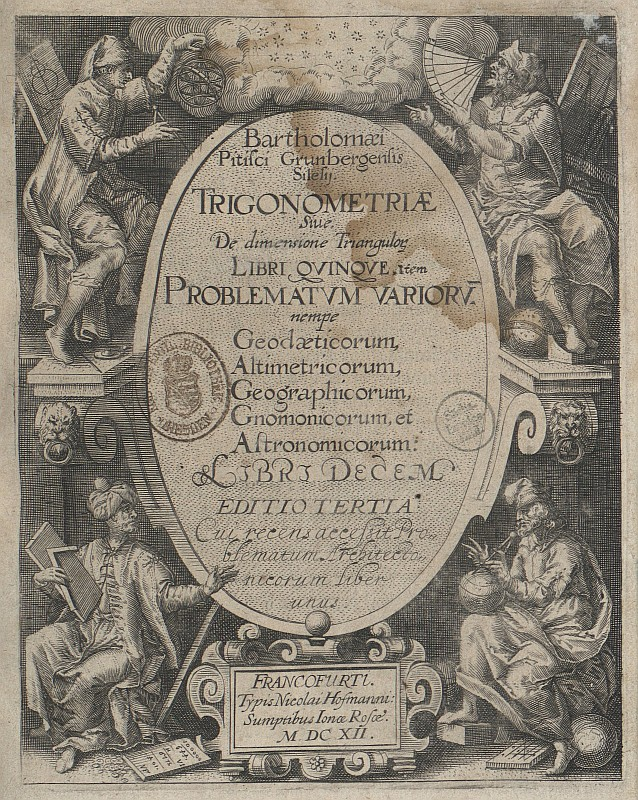
Strona tytułowa: „Bartholomeo Pitiscus z Zielonej Góry na Śląsku. Trygonometria...”

Bartłomiej (Barthélemy, Bartholomeo, Bartholomäus) Pitiscus (ur. 24 sierpnia 1561 w Słonem niedaleko Zielonej Góry, zm. 2 lipca 1613 w Heidelbergu) – matematyk, astronom i teolog kalwiński. Jako pierwszy użył terminu trygonometria. Jego imieniem nazwany jest krater na Księżycu.

## Życiorys
Pochodził z niezamożnej śląskiej rodziny. Studiował teologię w Zerbst i Heidelbergu. W 1584 został nauczycielem 10-letniego Fryderyka IV, elektora Palatynatu Reńskiego. Następnie został mianowany nadwornym kapelanem we Wrocławiu i nadwornym kaznodzieją Fryderyka IV. Pitiscus był zwolennikiem polityki Fryderyka IV skierowanej przeciwko katolicyzmowi. 8 kwietnia 1603 mianowany profesorem matematyki na uniwersytecie w Heidelbergu.
W 1595 roku po raz pierwszy użył słowa ‘trygonometria’ w swoim dziele Trigonometria. Sive de solutione triangulorum Tractatus brevis et perspicuus (1595, Heidelberg). Pitiscusowi przypisuje się także wprowadzenie przecinka w zapisie ułamków dziesiętnych.
Wykłady trygonometrii według Pitiscusa prowadzono na Akademii Krakowskiej.